# 5 halerzy czechosłowackich (1923)

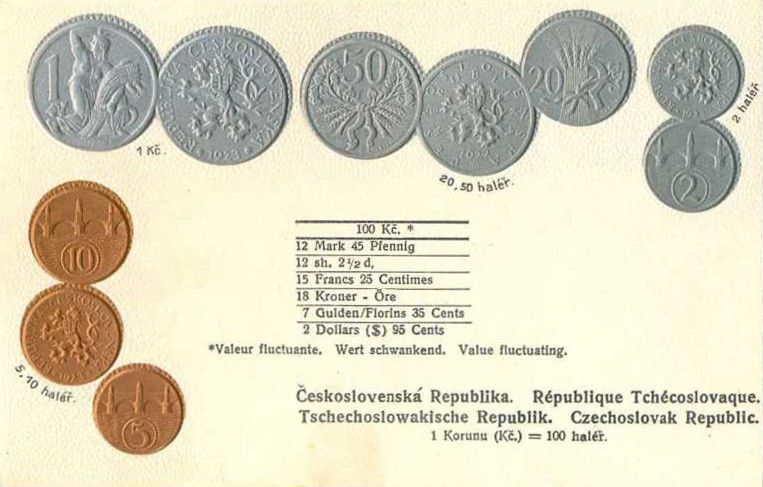
Moneta o nominale 5 h w lewym dolnym rogu pocztówki numizmatycznej z lat 20.

5 halerzy (cz. 5 haléřů, słow. 5 halierov) – czechosłowacka moneta obiegowa o nominale 5 halerzy, wyemitowana w 1923 roku, a wycofana ostatecznie z końcem roku 1942. Obie strony monety zostały zaprojektowane przez Otakara Španiela.

## Wzór
W centralnej części awersu umieszczono pochodzące z małego herbu Czechosłowacji godło państwowe – heraldycznego wspiętego lwa w koronie o podwójnym ogonie. Na jego piersi znajdował się herb Słowacji – podwójny krzyż na trójwzgórzu. Poniżej umieszczono rok bicia (zapisany zewnętrznie), zaś wzdłuż otoku inskrypcję „REPUBLIKA ČESKOSLOVENSKÁ” (zapisaną wewnętrznie). Oba elementy legendy rozdzielono dwiema czteroramiennymi gwiazdami.
Rewers monety przedstawiał fragment praskiego Mostu Karola – jego trzy filary oraz cztery przęsła (boczne jedynie we fragmencie). Poniżej zarysowano jedenaście falistych linii oddających rzekę Wełtawę. Pośrodku fal umieszczono okrąg z nominałem monety zapisanym cyfrą arabską. Na skrajnie prawym przęśle mostu (pomiędzy prawym filarem a otokiem) umieszczono oznaczenie projektanta: inicjał S w okręgu z wbitym od góry klinem (stylizowane „OŠ”).

## Nakład
Monety pięciohalerzowe bito na mocy ustawy z dnia 22 lipca 1922 roku o emisji dalszych drobnych monet. Wytwarzano je z mosiądzu (92% miedzi, 8% cynku), z krążków o masie 1,67 g (zgodnie z ustawą z kilograma surowca miało powstać 600 sztuk monet). Rozporządzeniem rządu z 7 sierpnia 1923 roku przewidziano, że do obiegu w formie monet o nominale 5 h zostanie wprowadzonych maksymalnie 5 mln koron, to jest 100 mln sztuk (ostatecznie łącznie wyemitowano więcej niż 107 mln pięciohalerzówek). Wzór monet oraz ich średnicę (16 mm) ustalono wydanym tego samego dnia zarządzeniem Urzędu Bankowego przy Ministerstwie Finansów. Monety te pozostawały w obiegu także po likwidacji państwa czechosłowackiego w 1939 roku. W Protektorat Czech i Moraw uległy demonetyzacji z dniem 30 września 1941 roku, choć dopuszczono możliwość ich wymiany w placówkach pocztowych i bankowych przez kolejne dwa miesiące. W Republice Słowackiej monety te wycofano z obiegu 30 grudnia 1942 roku.
Monety bito w latach 1923–1932 oraz 1938, przy czym pięciohalerzówki z datą 1924 w praktyce nie występują poza kilkoma okazami muzealnymi. Przypuszcza się, że w trakcie bicia monet został uszkodzony stempel, a niemal cały dotychczasowy nakład został zdemonetyzowany, albo też że liczba wybitych w 1923 roku monet pokryła z nadwyżką zapotrzebowanie na ten nominał. Ponadto wysokość nakładu z roku 1938 waha się w zależności od źródła. Część autorów wskazuje, że przeszło 2 mln monet z tą datą zostało wybitych już w 1939 roku na potrzeby Protektoratu Czech i Moraw i w mniejszym stopniu Słowacji.
| Rok  | Nakład                  |                   |
| ---- | ----------------------- | ----------------- |
| 1923 | 37 800 000              | [ 1 ] [ 4 ] [ 5 ] |
| 1924 | 10                      | [ 1 ] [ 4 ] [ 5 ] |
| 1925 | 12 000                  | [ 1 ] [ 4 ] [ 5 ] |
| 1926 | 1 084 000               | [ 1 ] [ 4 ] [ 5 ] |
| 1927 | 8 916 000               | [ 1 ] [ 4 ] [ 5 ] |
| 1928 | 5 320 000               | [ 1 ] [ 4 ] [ 5 ] |
| 1929 | 12 680 000              | [ 1 ] [ 4 ] [ 5 ] |
| 1930 | 5 000                   | [ 1 ] [ 4 ] [ 5 ] |
| 1931 | 7 448 000               | [ 1 ] [ 4 ] [ 5 ] |
| 1932 | 3 556 000               | [ 1 ] [ 4 ] [ 5 ] |
| 1938 | 10 996 000lub14 244 000 | [ 1 ]             |
| 1938 | 10 996 000lub14 244 000 | [ 4 ] [ 5 ]       |
| 1939 | 2 248 000               | [ 2 ] [ 3 ]       |

Pięciohalerzówki (1923)
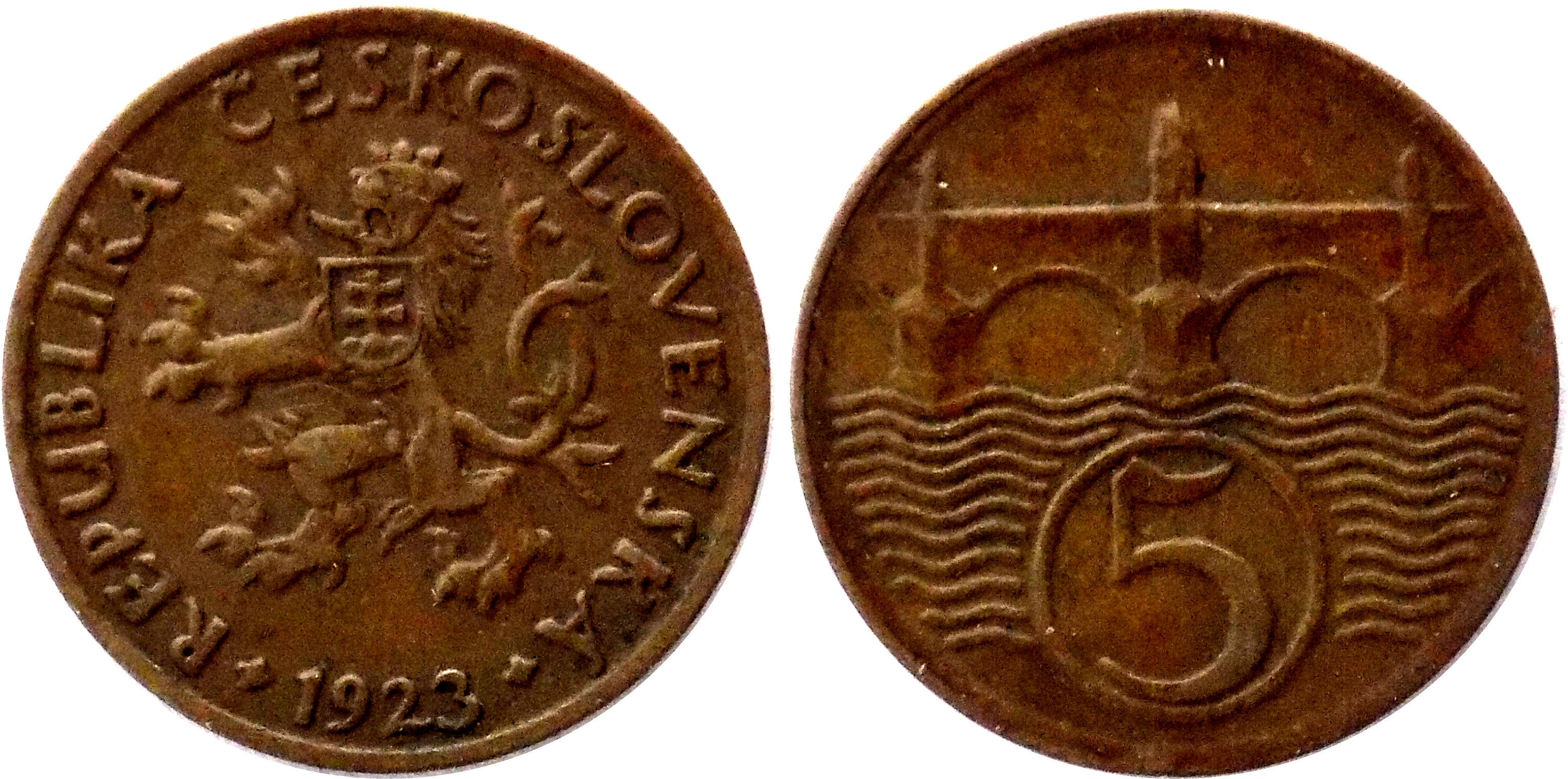
1923
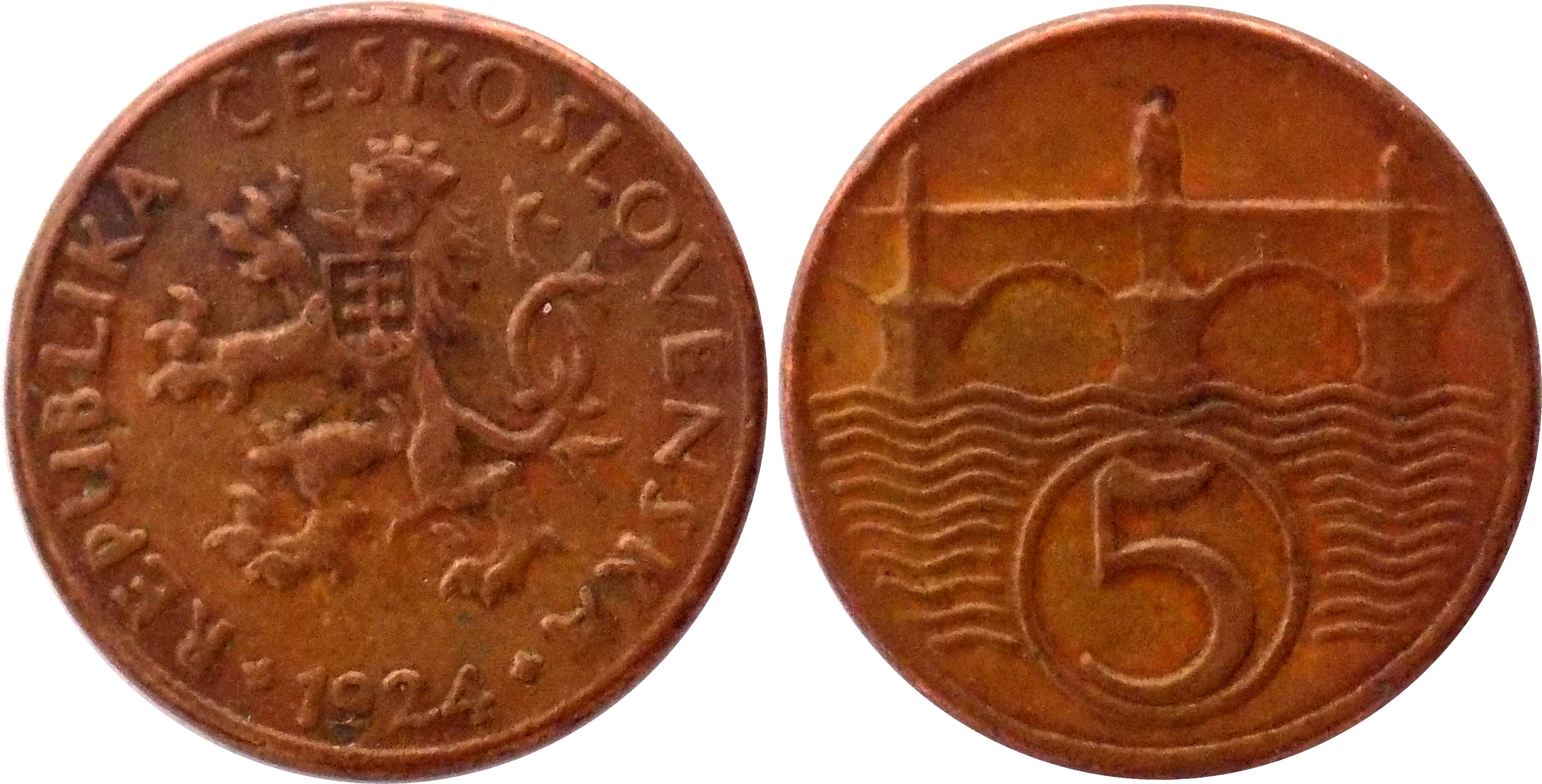
kopia 1924
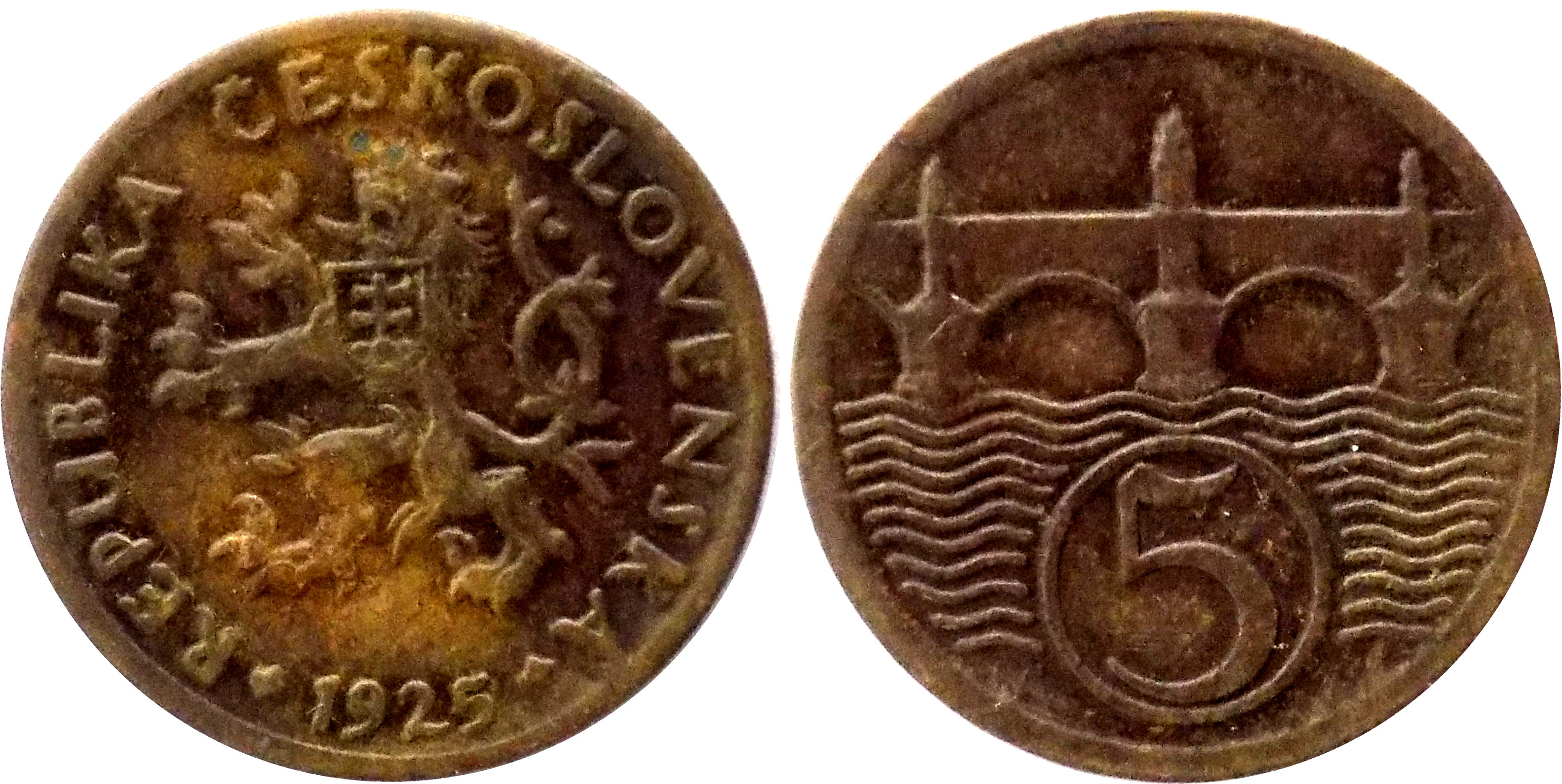
1925
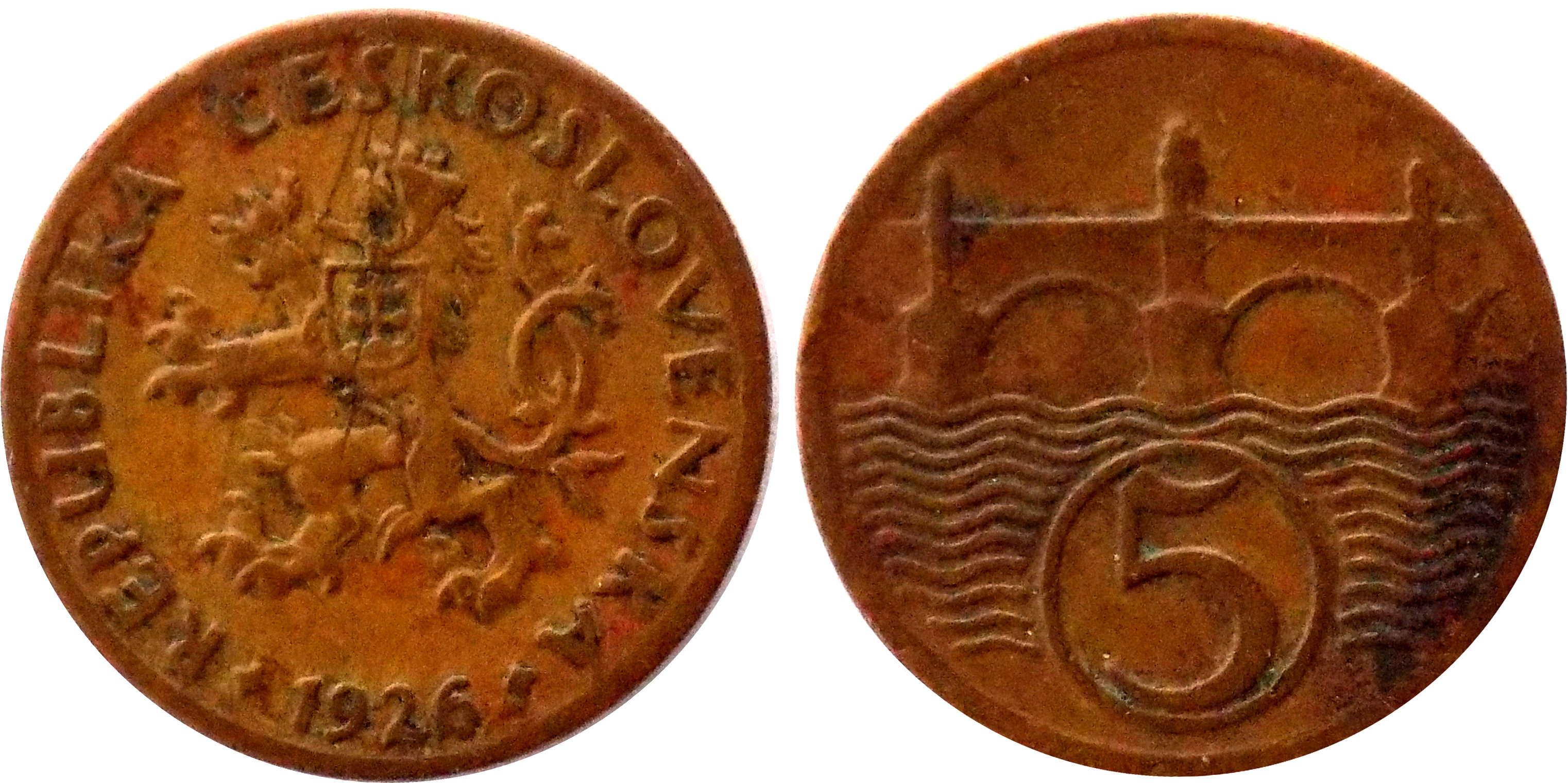
1926
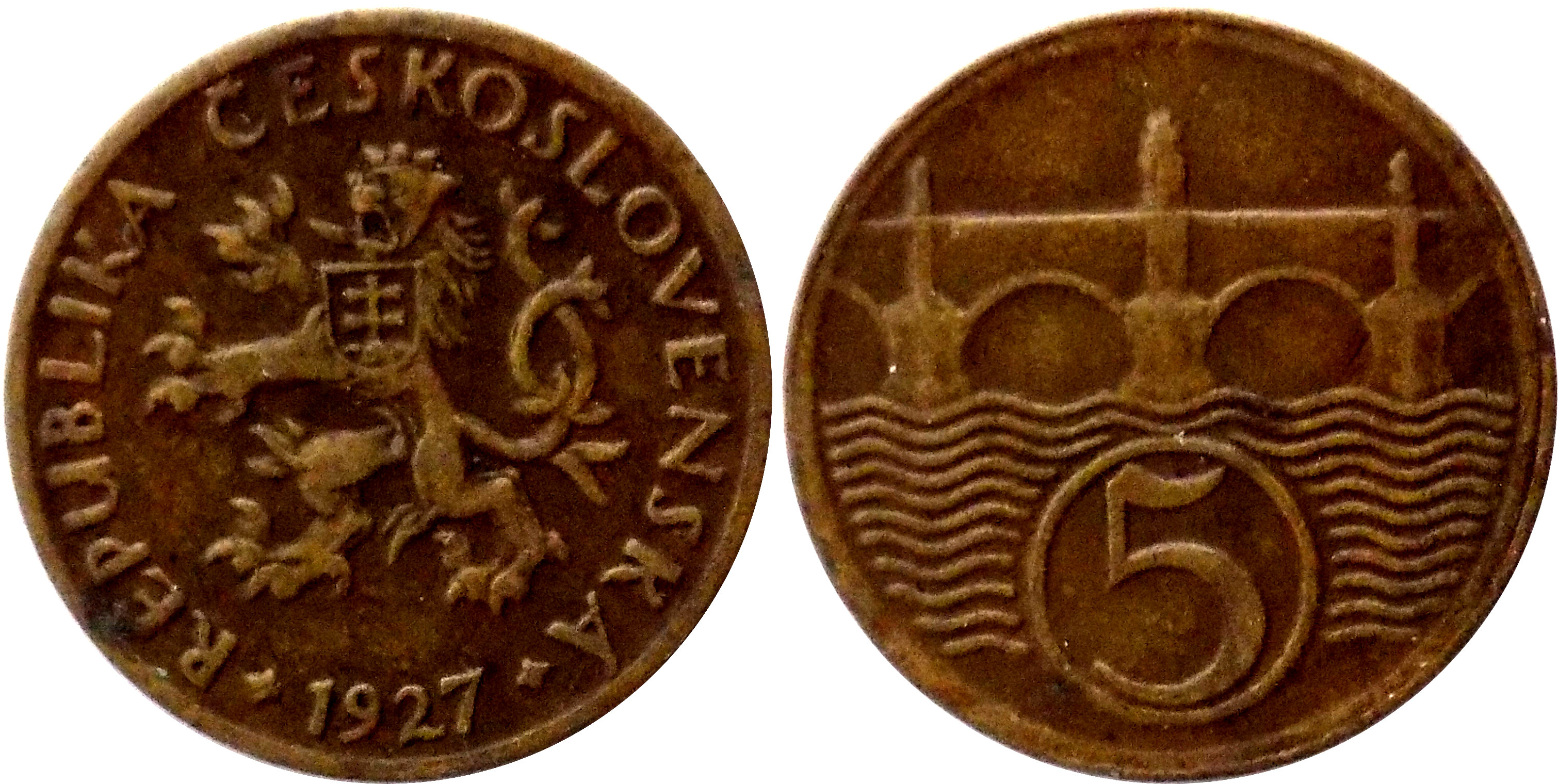
1927
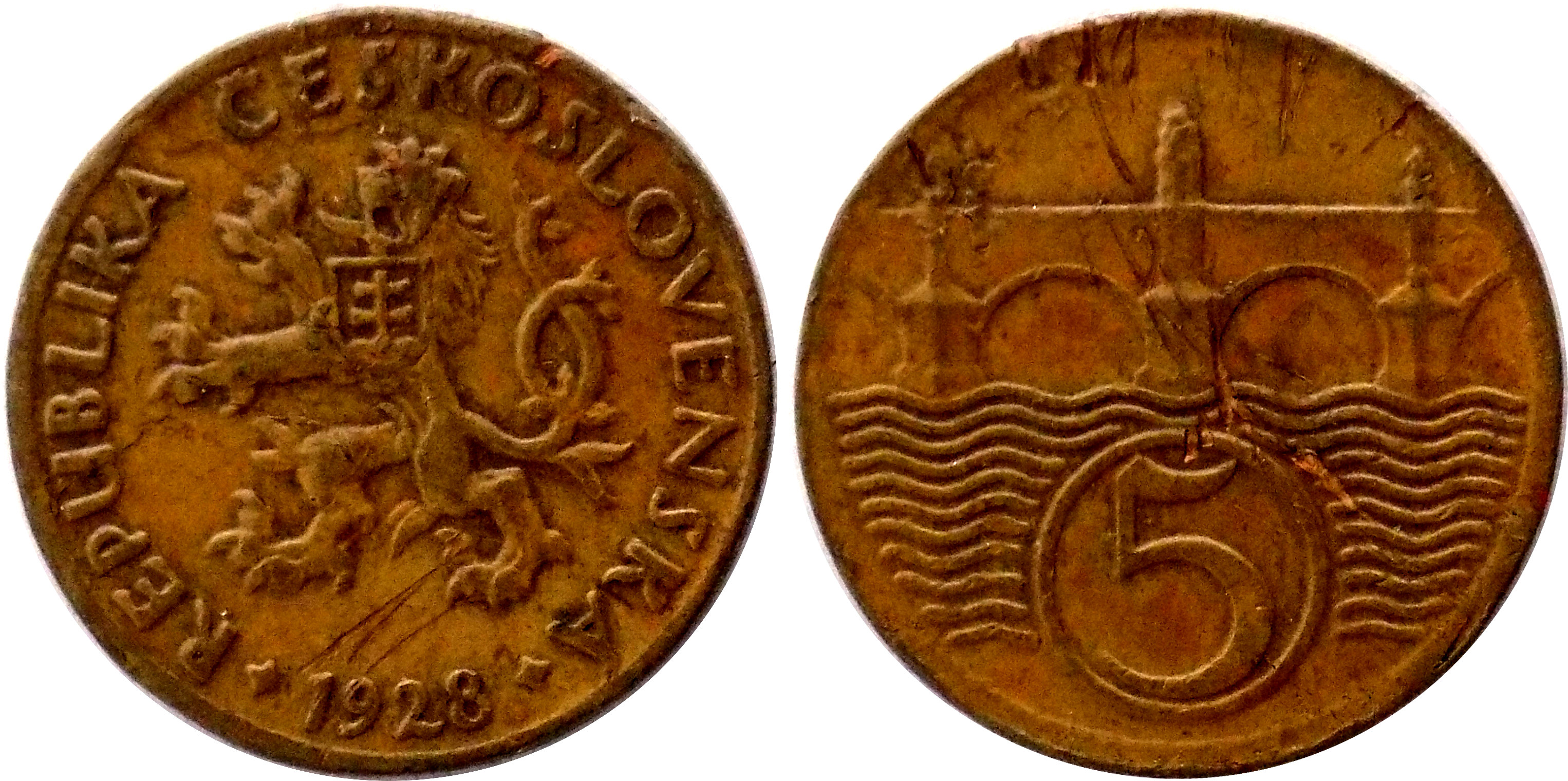
1928
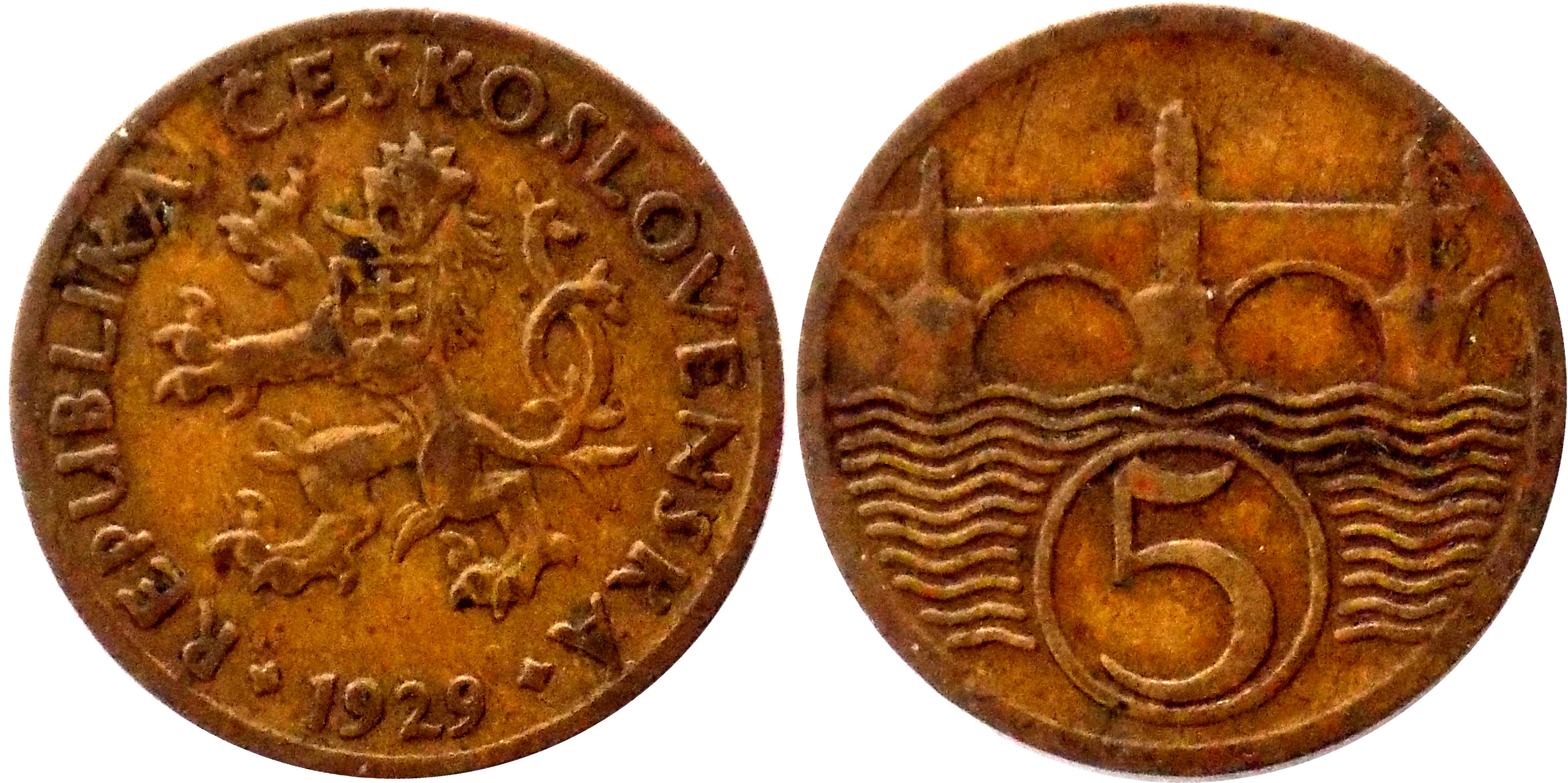
1929
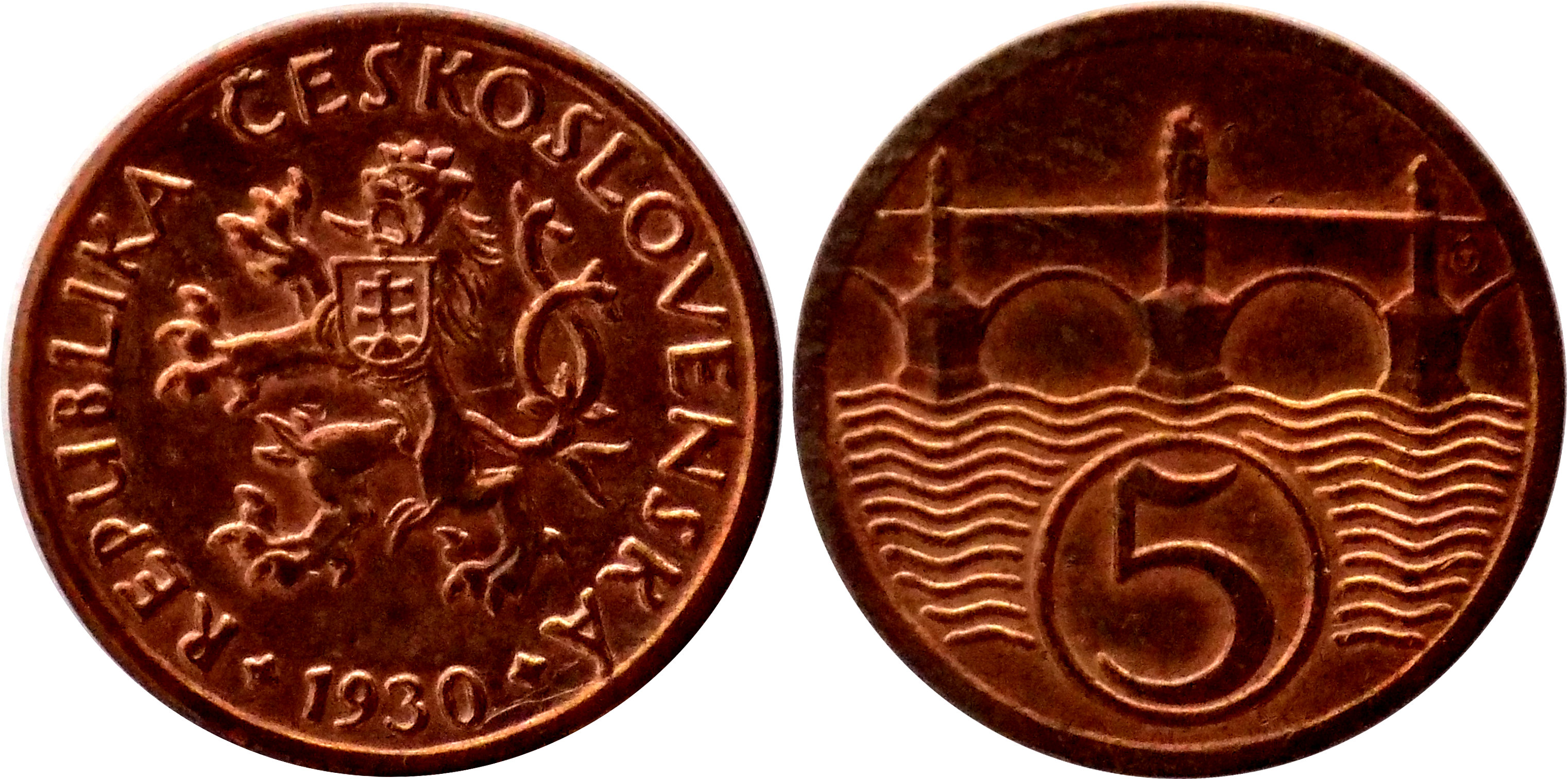
1930
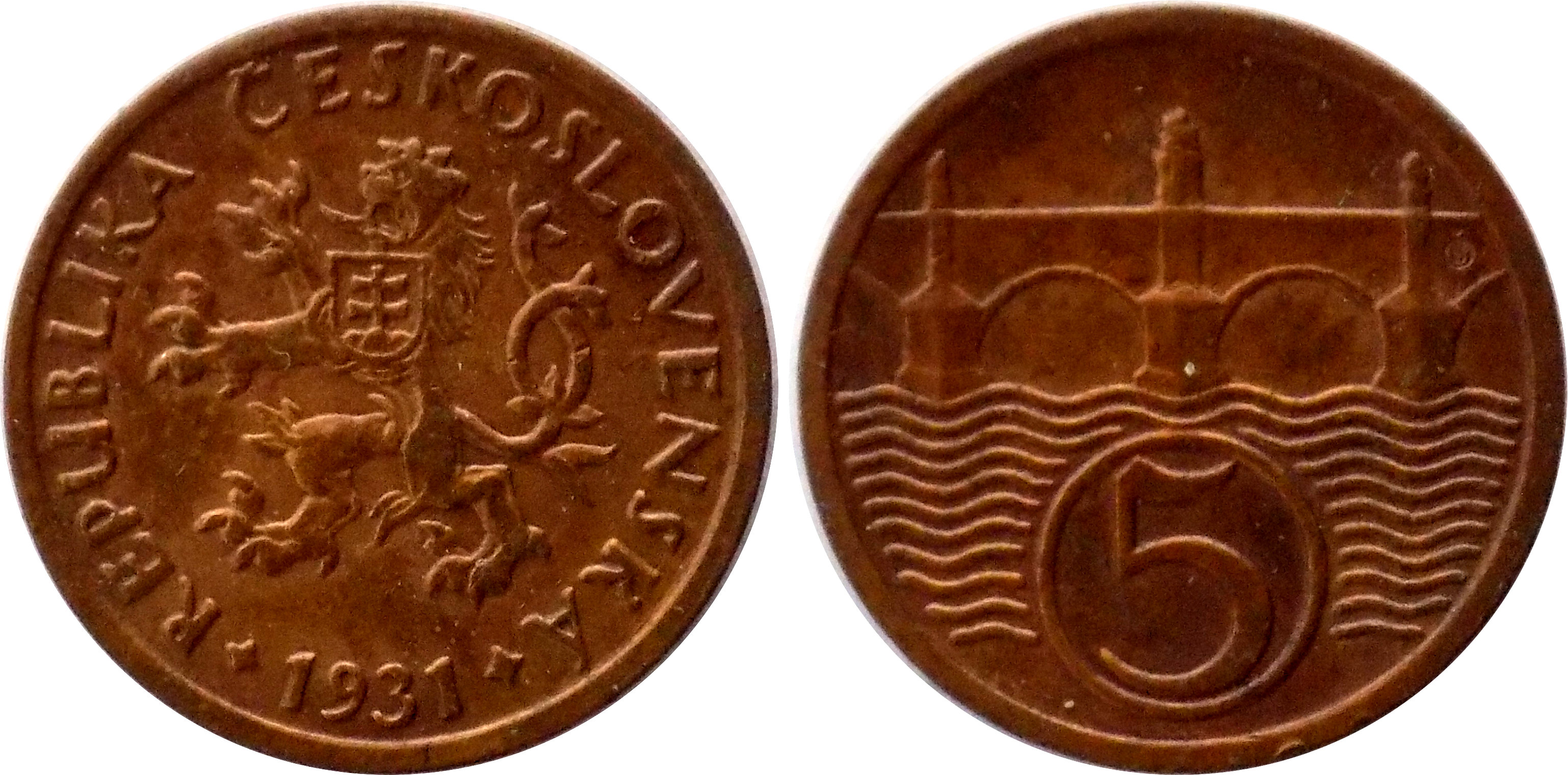
1931
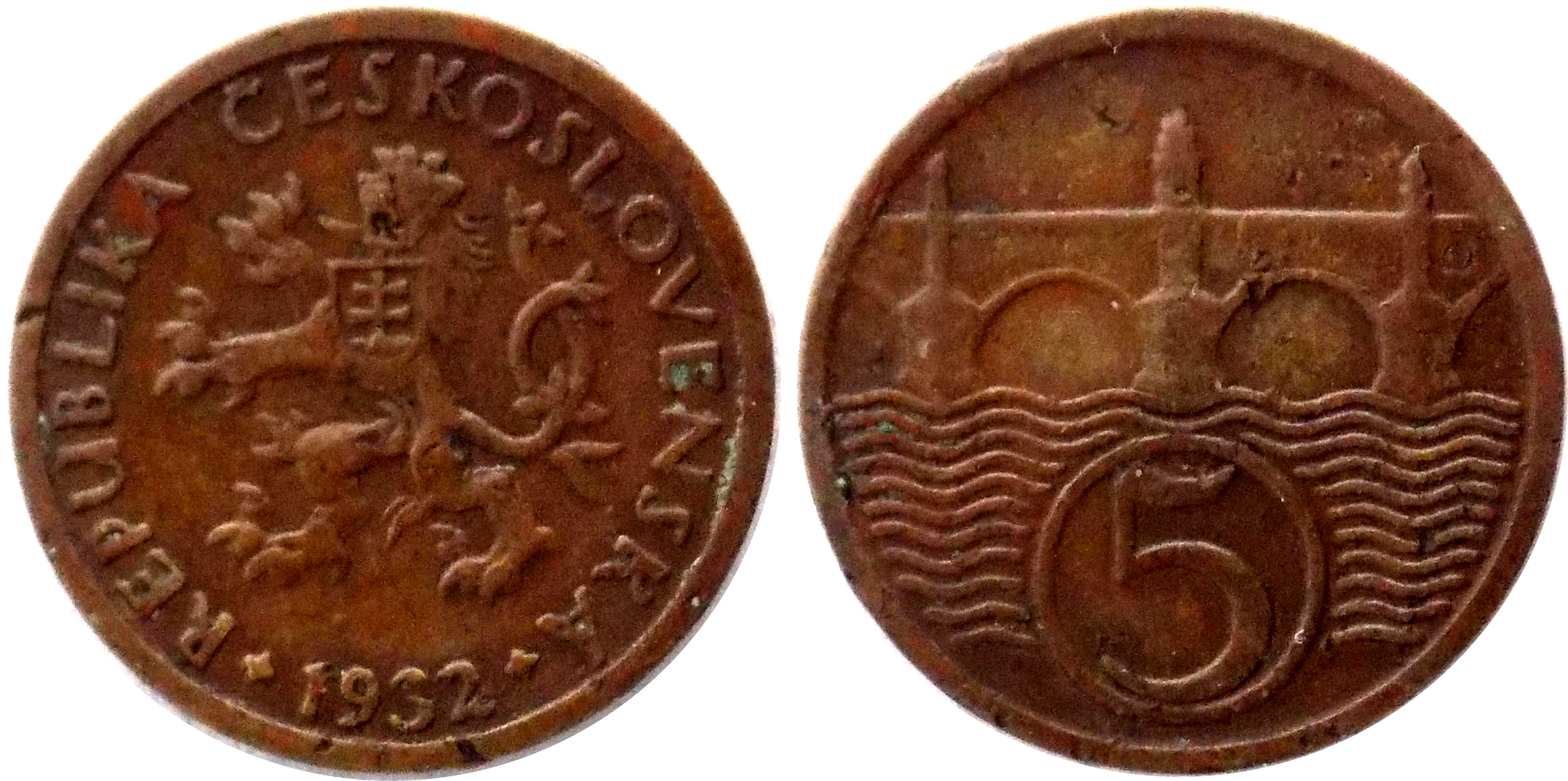
1932
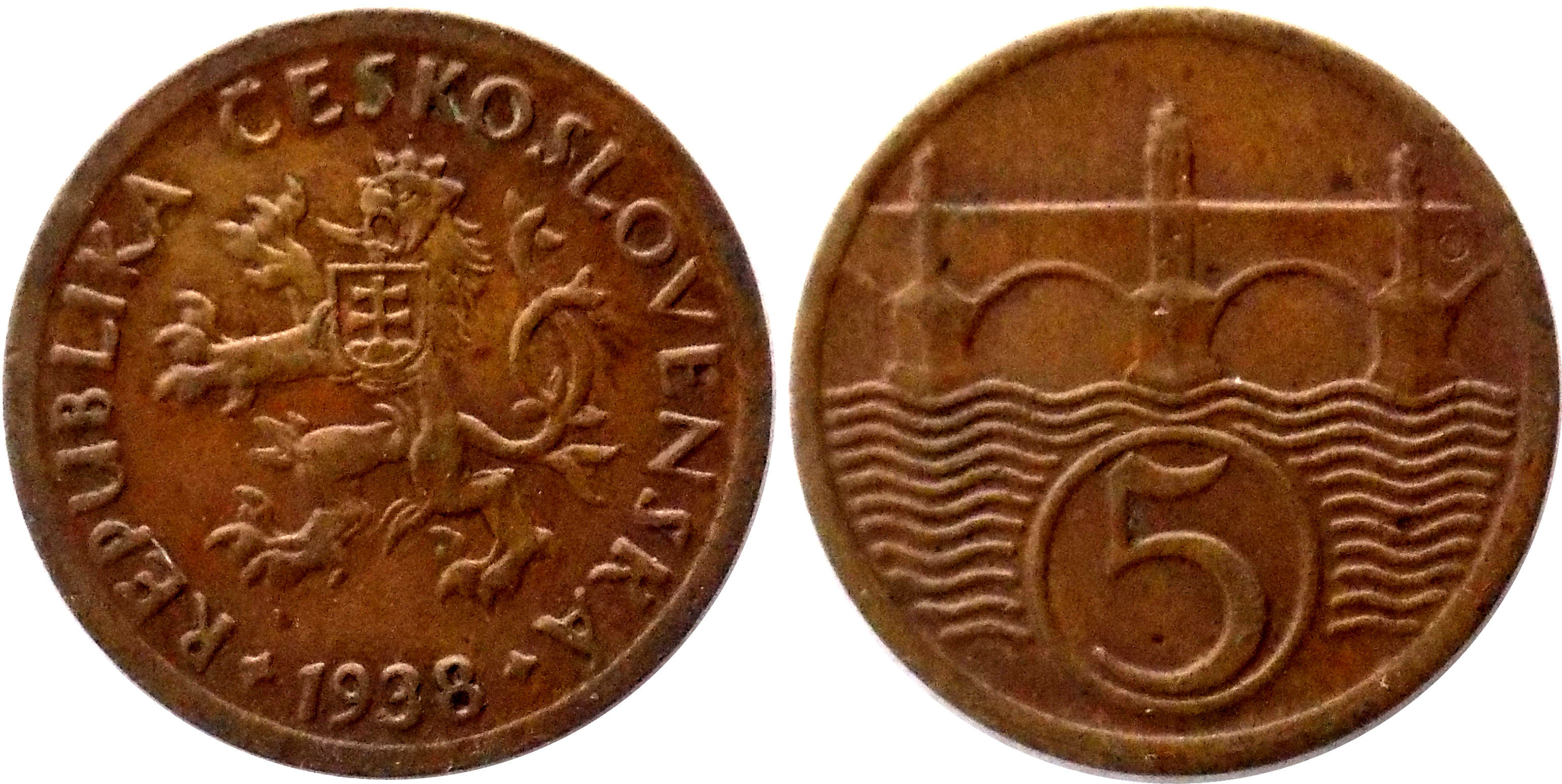
1938